# 민간 전민 텔레비전 공사
민간 전민 텔레비전 공사(중국어: 民間全民電視公司, 영어: Formosa Television Inc, FTV)는 중화민국의 텔레비전 방송국이다. 정식 명칭은 민간전민전시 주식유한공사(民間全民電視股份有限公司)이고, 약칭은 민시(民視)이다. 중화민국에서 제일 처음 설립된 지상파 민영 텔레비전 방송국이다.
설립 초기에는 시청률이 낮았지만, 드라마,예능 등의 프로그램에서 시청률이 높아져, 현재는 중화민국의 텔레비전 방송국 중에서 시청률이 높은 편에 속하고 있다. 공정, 중립을 방송의 원칙으로 하고 있어, 뉴스의 신뢰성에서는 행정원신문국으로부터 높은 평가를 얻고 있다.

## 역사
기존의 방송국들인 CTV,CTS,TTV는 국가 또는 대만성에서 운영하던 방송국이었고, 당시 중국 국민당이 정권을 차지하고 있었기 때문에 이들 방송국은 친 국민당 성향을 띠고 있었다. 여기에 민주진보당 주요인사들은 자신들의 시각을 전해줄 방송매체의 필요성을 느끼고 민진당의 원로인 蔡同榮、李鎮源、李應元、吳樹民의 4명이 모여 1993년 8월 6일 "민간전파고분유한공사(民間傳播股份有限公司)"라는 회사를 설립하였다.
1994년 1월 28일, 중화민국 정부에서 '제4 지상파 방송 개방'을 발표하자, 민진당계 인사들은 '민간전파고분유한공사'를 신청하였고, 1995년 6월 16일에 6개의 사업자 후보중 '민간전파고분유한공사'가 최종선정되었다. 이후 허가와 방송 준비 과정을 거치면서 1997년 5월 5일 오후 7시에 뉴스 채널(民視新聞台)을 개국하고, 1997년 6월 10일 오후 6시에 메인 채널(民視無線台)의 정식 방송을 시작하였다.
2004년 5월 24일에는 지상파 디지털 텔레비전 방송을 실시하였고, 2010년 10월 7일에는 고선명 텔레비전 채널(民視HD台)을 개국하였다.

## 성향
민주진보당의 인사들에 의해 설립되었고, 현재에도 방송국의 일부 지분을 소유하고 있기 때문에, 친 민진당 성향이 강한 방송이다. 특히 뉴스 프로그램에서도 표준중국어 방송 외에 타이완어 방송의 비중도 높다. 더불어 중화 문화보다는 대만 고유의 문화를 소재로 한 프로그램을 많이 제작한다.

## 채널 목록
- 民視無線台 (FTV General) : 종합 채널.
- 民視新聞台 (FTV News) : 뉴스 채널.
- 台灣交通電視台 (Follow Me TV, FMTV) : 교통 전문 채널.
- 民視四季台 (Four Season TV, FSTV) : 고화질 채널. 이전 명칭은 民視HD台(FTV HD)였으나 2014년 12월 29일 현재의 이름으로 변경되었다.

## 자매 방송국
- 대한민국 : OBS 경인TV
- 일본 : TV 도쿄

## 같이 보기
- 중국텔레비전공사(CTV, 中視)
- 중화텔레비전공사(CTS, 華視)
- 타이완텔레비전공사(TTV, 台視)
- 공공전시문화사업기금회(PTS, 公視)